# Carta assorbente

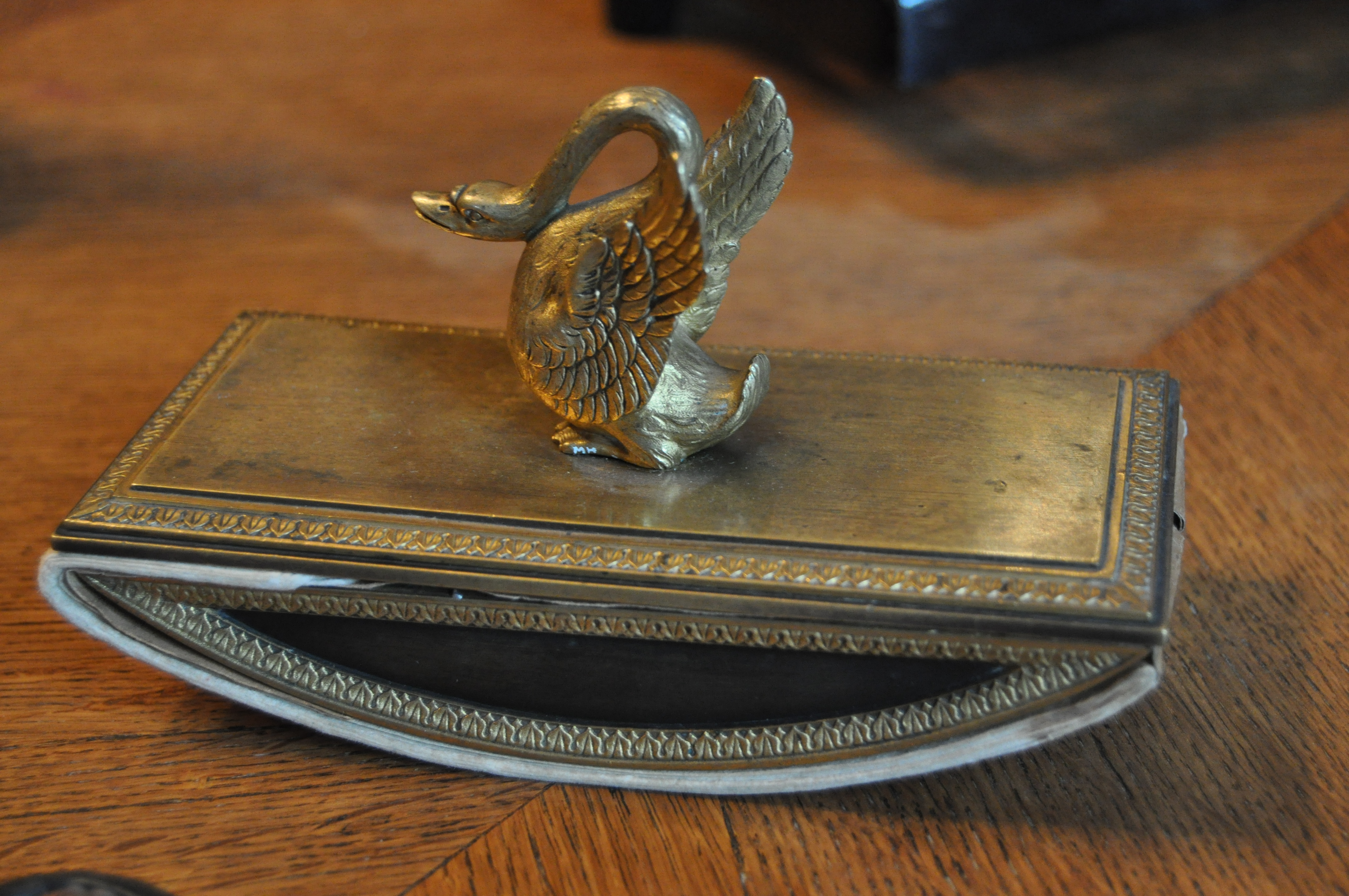
Carta assorbente su supporto a mezzaluna

La carta assorbente è un tipo di carta ad elevata porosità che, per il suo alto potere di assorbimento, si utilizzava nelle operazioni di scrittura manuale a calamo o a pennino al fine di asciugare le gocce di inchiostro in eccesso lasciate involontariamente sul foglio. Con l'abbandono della scrittura a inchiostro liquido, l'utilizzo di questo tipo di carta è caduto in desuetudine.
La carta assorbente si differenzia dalla carta per scrittura essenzialmente per l'assenza di colla nella sua preparazione; questa infatti non consentirebbe l'assorbimento. Sono stati però brevettati, nell'Ottocento, procedimenti di produzione con glicerina.
Nello scrittoio classico, risultava accessorio di costante dotazione, sia nella variante a rullo che in quella a mezzaluna.

## Scopo e funzione

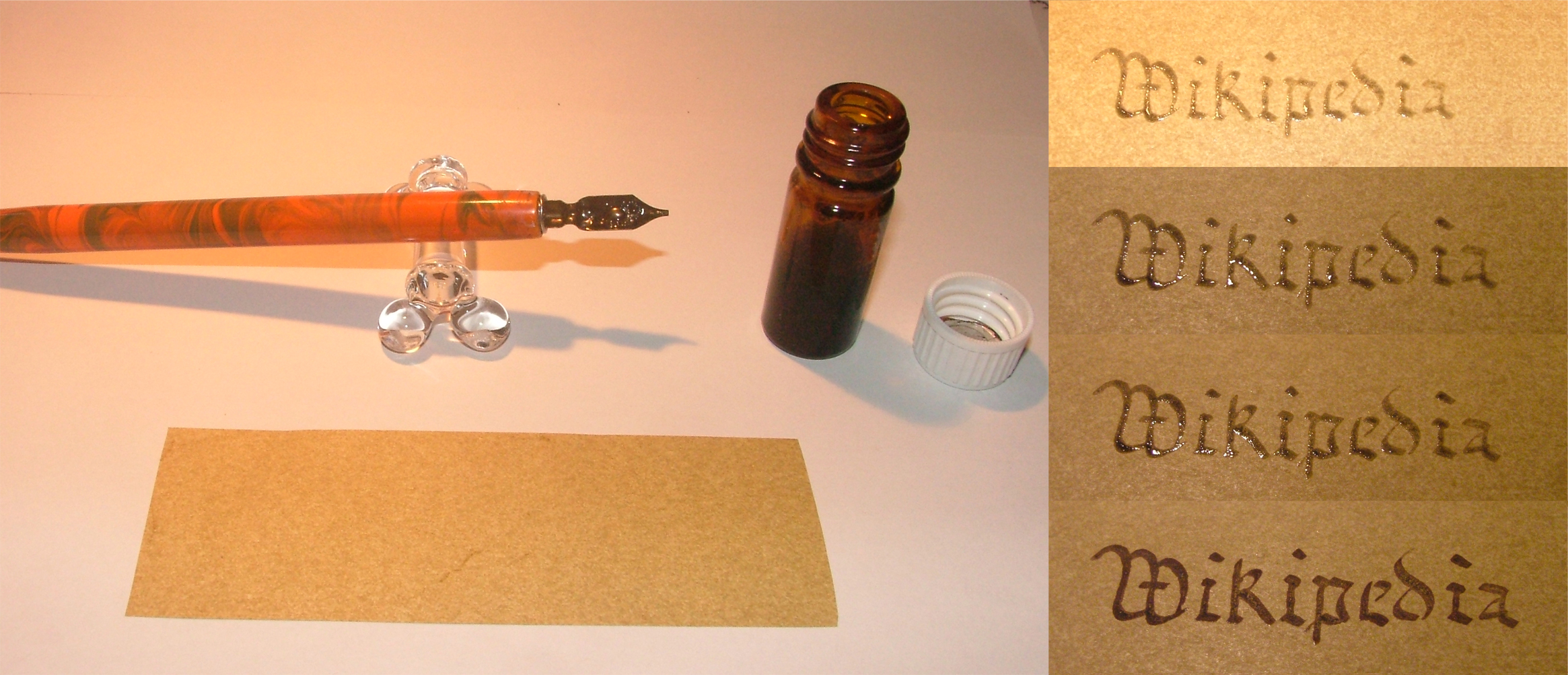
Processo di scrittura: le prime tre parole dall'alto sono scritte con un eccesso di inchiostro (lo si vede luccicare per riflesso in alcuni punti), che rischia di scivolare o di espandersi, macchiando, quando sia giunto il momento di girare il foglio. La carta assorbente, fatta rotolare su queste gocce di inchiostro, le assorbe, lasciando l'asciutto che si vede nella quarta scritta e consentendo di voltare pagina.

La scrittura con il calamaio, o con il pennino (anche di una penna stilografica), si effettua trasferendo l'inchiostro liquido dal suo contenitore (calamaio) al foglio da imprimere; a tal fine si intinge il pennino nel calamaio perché possa caricarsi di inchiostro, che rilascerà sul foglio con la scrittura. Talora, però, per eccesso di inchiostro caricato oppure per inidonea pressione sul pennino quando si verga) la scrittura è troppo "ricca", lasciando un quantitativo eccessivo di inchiostro sulle parole scritte, e questo rischia di scivolare o espandersi macchiandolo quando si provi a girare pagina o anche solo si inclini il foglio.
A questo fine, la carta assorbente viene perciò fatta rotolare sulla carta da asciugare (con un rullaggio continuo oppure con brevi passate corte effettuate con il supporto a mezzaluna). L'inchiostro in eccesso lascia dunque il foglio su cui è divenuto eccessivo e si trasferisce sulla carta assorbente, lasciando sotto di sé un fondo di inchiostro umido, ma di rapida essiccazione.
Il passaggio dell'inchiostro dal foglio alla carta avviene per capillarità e provoca una moderata imbibizione di quest'ultima, che si sporca dunque di inchiostro in dipendenza del tipo di passaggio sopra le gocce. Quando la superficie a contatto si sporca per effetto appunto dell'assorbimento dell'inchiostro, per il successivo utilizzo è necessario calibrare il percorso della carta assorbente in modo da porre a contatto parti della carta non ancora venute a saturazione (che non assorbirebbero più), oppure sostituire la carta.
Nel supporto a mezzaluna la carta è innestata sulla superficie curva che rullerà sul foglio, e fissata ai lati da molle o altri sistemi di serraggio che la fissano in tensione. La carta può essere già approntata in una serie di pezze già tagliate a misura e semplicemente sovrapposte e congiuntamente fissate, oppure in una striscia continua di idonea larghezza dalla quale si strappano via via le porzioni già usate.

## Galleria d'immagini

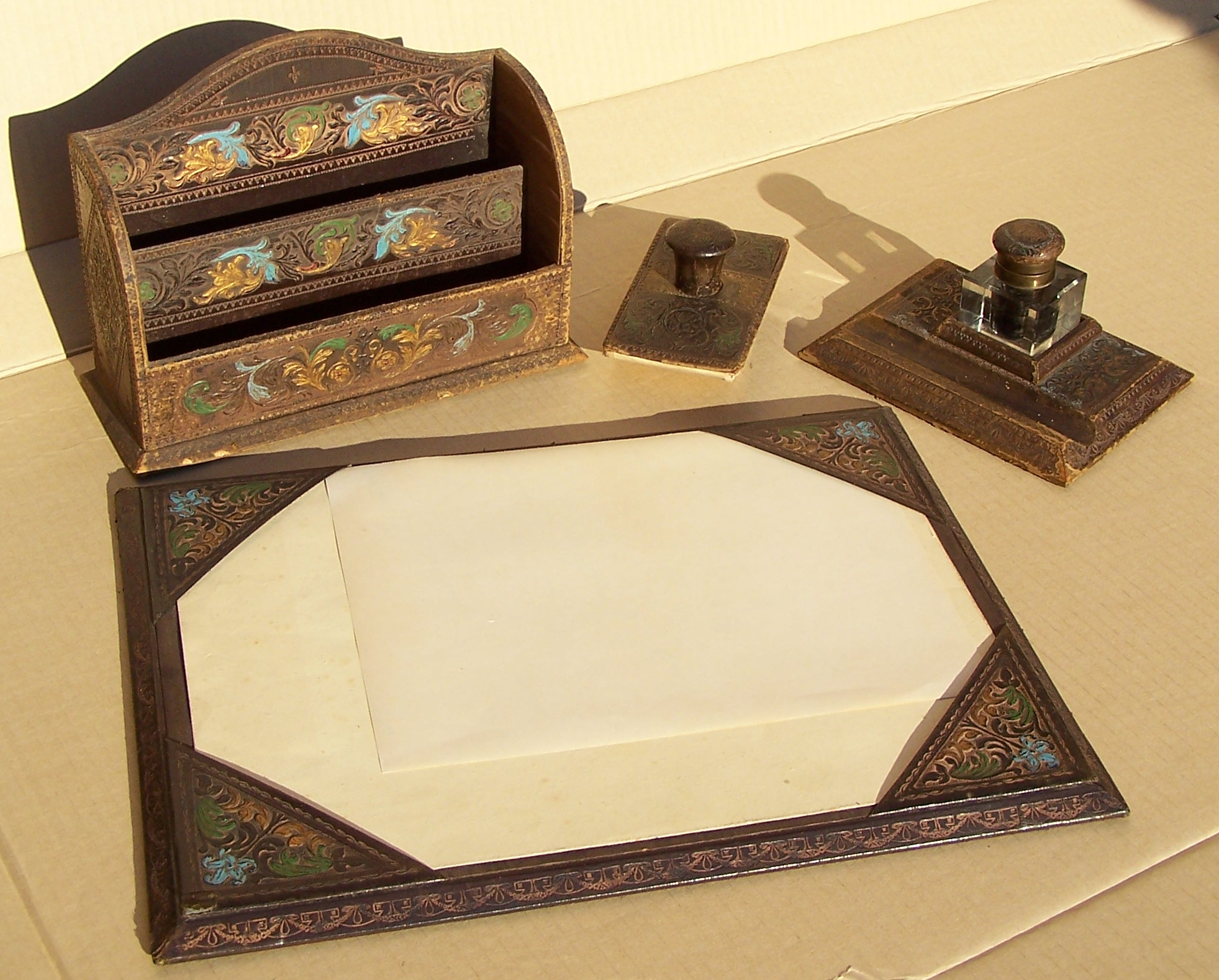
Un classico scrittoio con carta assorbente in supporto a mezzaluna.
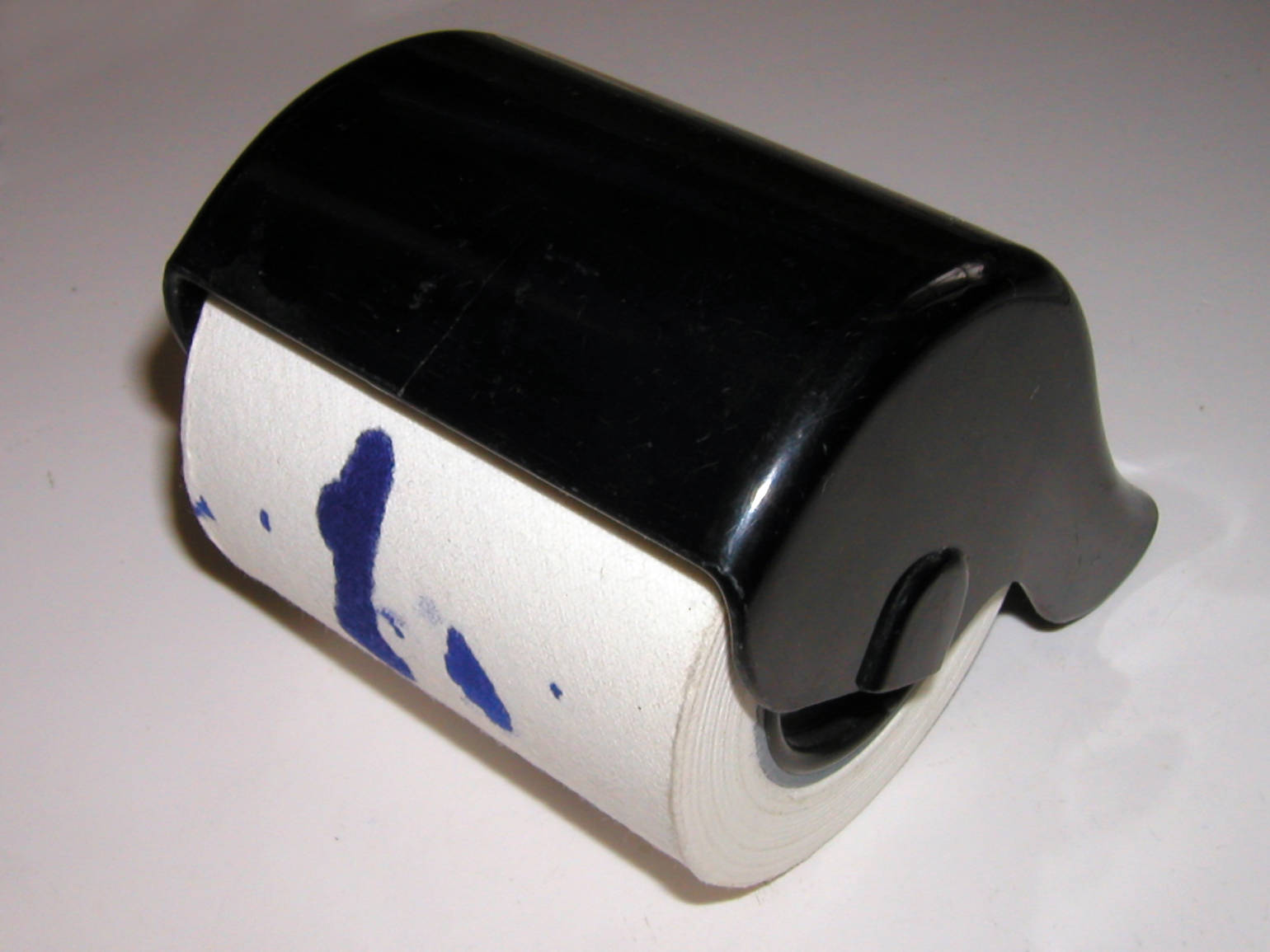
Carta assorbente da inchiostro, in supporto metallico a rullo per il rotolamento continuo sul foglio
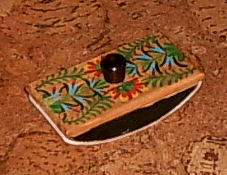
Carta assorbente su supporto a mezzaluna
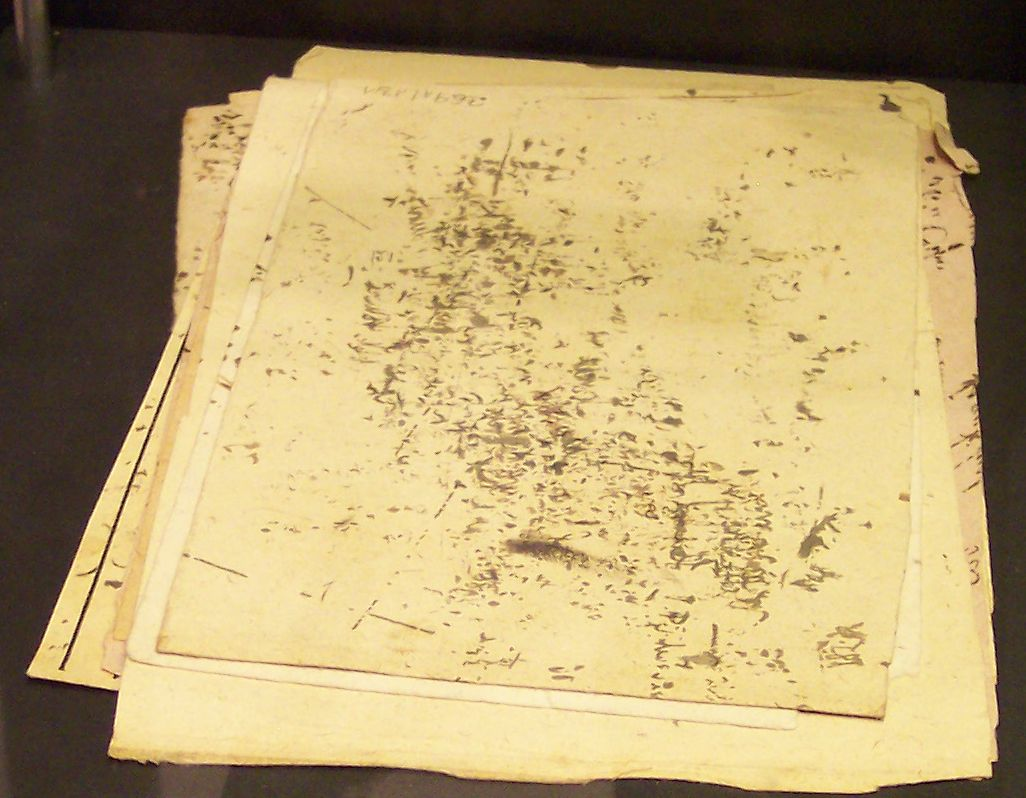
Fogli sfusi di carta assorbente

## Collezionismo
La carta assorbente era talora "sponsorizzata", riportando scritte e simboli pubblicitari grazie ai quali era spesso possibile procurarsela gratuitamente. Di queste comunicazioni commerciali su un veicolo pubblicitario così particolare è fiorito un mercato collezionistico specifico.

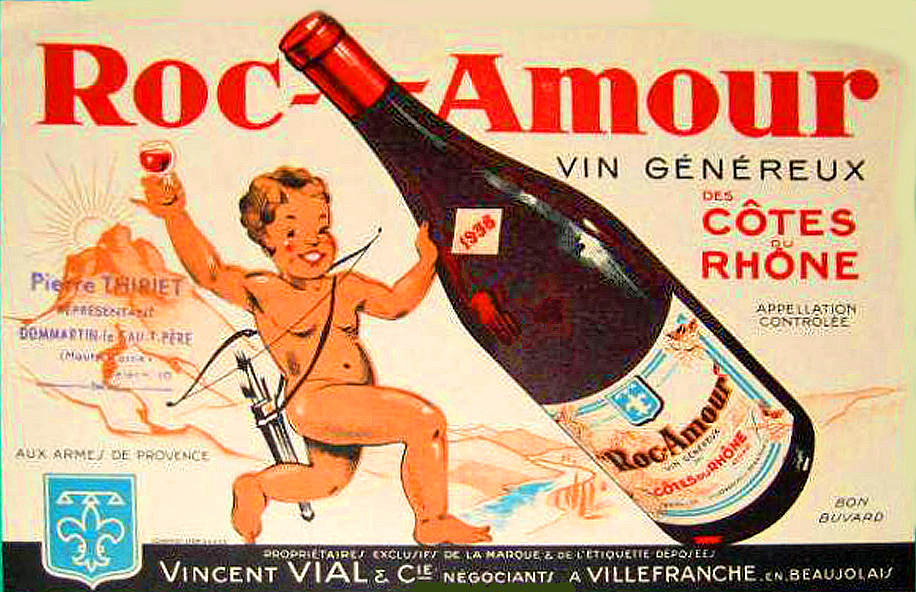
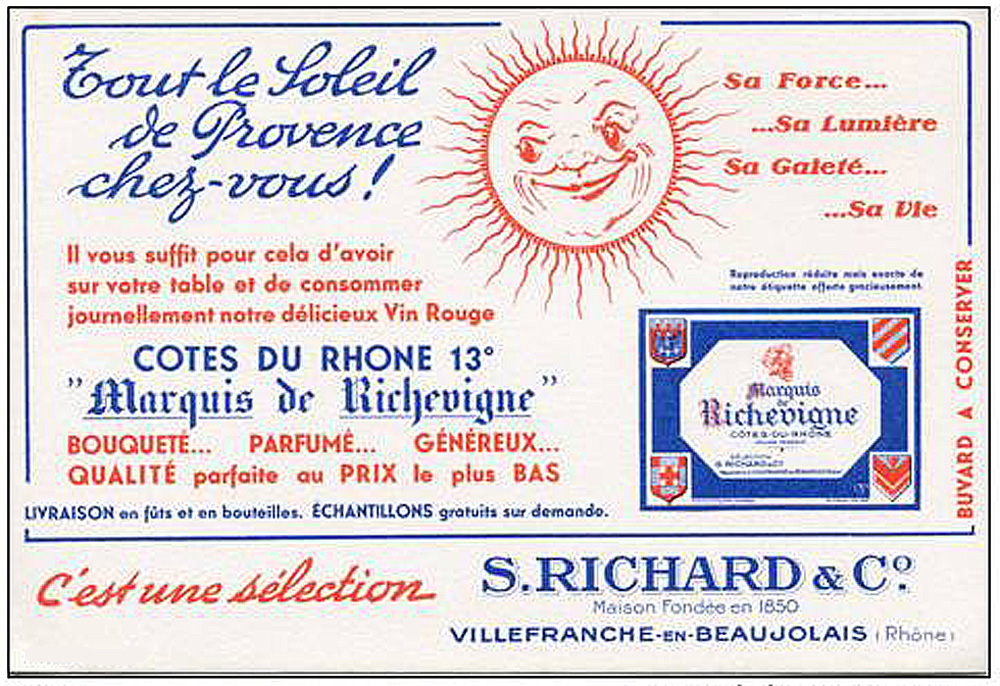
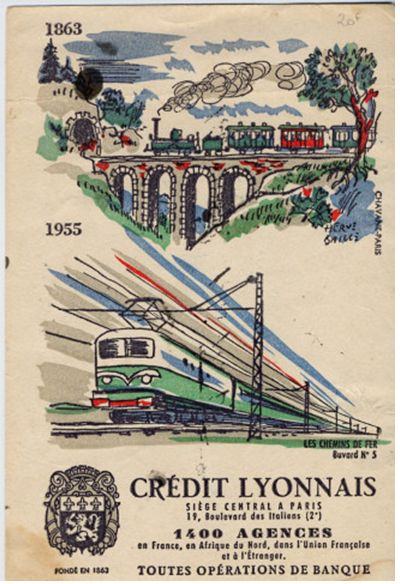
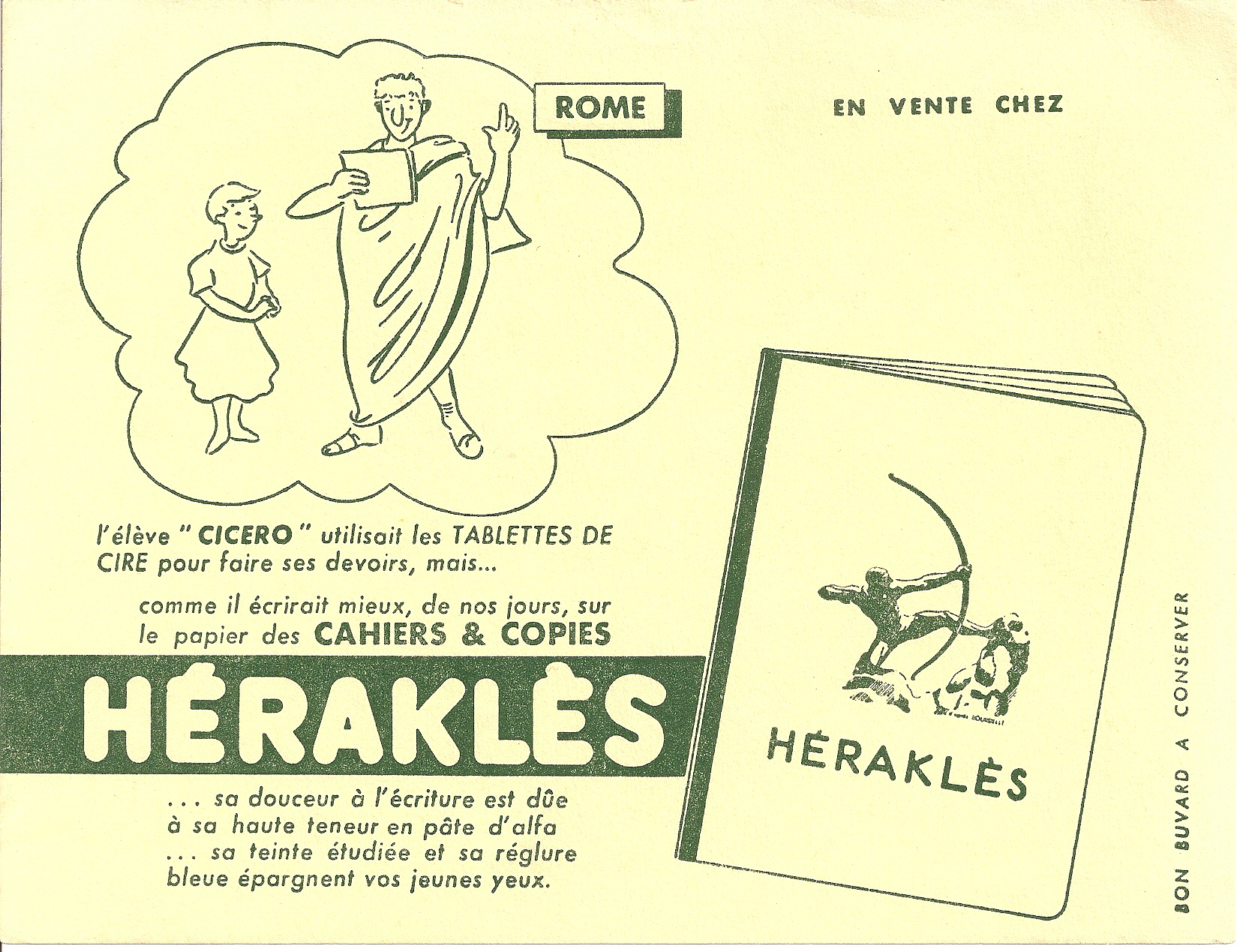
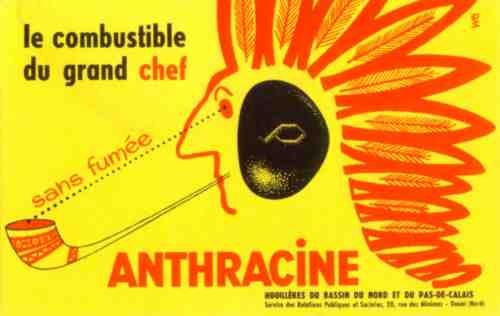

## Altri utilizzi
La carta assorbente è utilizzata anche in contesti diversi dalla scrittura:
- Nel restauro della carta, e nelle manutenzioni di libri e documenti, la carta assorbente trova impiego come coadiuvante nella lotta all'umidità[5]. Costituisce anche il fondo tipico sul quale si appoggiano piante e fiori che verranno pressati per realizzare un erbario.
- In chimica è stata spesso utilizzata come supporto per reagenti, dando origine alla cartina tornasole.
- In medicina è usata per acquisire campioni di liquidi biologici, principalmente sangue e saliva, che vi si trattengono per successive analisi.
- In apicoltura si usa come supporto per il rilascio controllato nell'alveare dell'acido formico, per la lotta alla varroa, e compone i due principali strumenti per questa pratica, il diffusore Liebig e il Nassenheider[6].
- In profumeria si usa come supporto per il rilascio di profumi ed essenze, come nel caso del Papier d'Arménie.
- La carta assorbente è anche utilizzata per l'imbibizione in essa di sostanze allucinogene come l'LSD per uso sublinguale.